# 异称日本传
《异称日本传》（日语：異称日本伝）是日本江户时代学者松下见林于元禄6年（1693年）出版的一部汇编作品，共3卷15册，将散见于中国书籍中关于日本的记载汇编而成。
1. ↑  网易新闻- 从魏晋时开始日本人自称是吴太伯后人 （页面存档备份，存于）